# 강화영
강화영(姜火永, 1993년 5월 7일 ~ )은 전 오스트레일리안 베이스볼 리그 질롱 코리아의 투수이다.

## 한국 프로야구 시절

### 두산 베어스시절
2012년에 입단하였다.

## 한국 독립야구 시절

### 연천 미라클시절
2017년에 입단하였다.

## 호주 프로야구 시절
2018년에 질롱 코리아에 입단하였다.
현재는 부상으로 인해 모현 메이필드 유소년 야구단에서 코치를 맡았다.

## 출신 학교
- 희망대초등학교
- 성일중학교
- 세광고등학교